# 玛格丽塔·卡戈尔

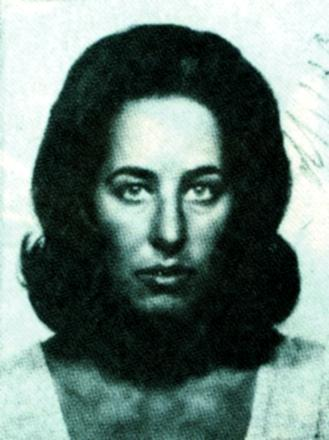
玛格丽塔·卡戈尔

玛格丽塔·卡戈尔（Margherita Cagol，1945年4月8日—1975年6月5日），化名“玛拉”（Mara），是意大利极左翼城市游击队红色旅的前领导人。她嫁给了这个武装团体的另一位领导人雷纳托·庫爾喬。

## 生平
玛格丽塔·卡戈尔出生于意大利北部特伦蒂诺大区首府特伦托萨达尼亚地区的一个中产阶级家庭。其母亲是一名药剂师，父亲是一位富商，是一家香水厂的老板。她有两个姐妹，Milena和Lucia。她接受了天主教的教育（特伦托是一个具有悠久天主教传统的城市）。1964年，在以优异的成绩在音乐学院获得会计和古典吉他文凭后，她进入特伦托社会科学院（特伦托大学的前身）学习。她很快就参与了左翼学生运动，在那里她认识了同校的雷纳托·库尔乔。他们为出版物《政治工作》（Lavoro Politico）工作，这个刊物受到马列主义的启发，虽然只出版了九期，但在激进左翼中成了有很大影响力的参考读物。卡戈尔对社会进行过详细的研究，例如对特伦蒂诺农民的生活状况，她和库尔乔的小组曾将此研究用于理论阐述。她以一篇关于资本主义发展阶段的劳动力素质的论文于1969年毕业，其中讨论了卡尔·马克思的《政治经济学批判大纲》，成绩是110分，十分优异。1969年8月1日，她在天主教仪式上与雷纳托·库尔乔结婚，之后这对夫妇搬到了米兰，特伦托大学让她去米兰的人文主义协会进行为期两年两年的课程学习，以获得奖学金。1969年9月8日，卡戈尔、库尔乔和其他人成立了城市政治集团（CPM）。在这一时期，他们被介绍到了工厂，并结识了将成为未来的赤軍旅成员的青年学生和工人们。
1970年，卡戈尔、库尔乔和阿尔贝托·弗朗切斯基尼等人一起，在基亚瓦里会议和克罗斯托洛河畔韦扎诺的Pecorile村会议后，成立了后来的赤軍旅。库尔乔回忆说：“她（指玛格丽塔·卡戈尔——编者注）和我一样，甚至比我更想要武装组织，这是事实。”:821971年2月，卡戈尔与库尔乔在Quarto Oggiaro地区的占屋运动中被捕，警察在逮捕他们后对其公寓进行了初步搜查。虽然警察毫无所得，但库尔乔因此丢了在Mondadori的工作。从那时起，他们就转入地下活动了。除了1972年3月Feltrinelli死后的一次短暂拘留（在一次象征性的审讯后被释放）外，她所有的活动痕迹都消失了。
玛格丽塔·卡戈尔，即现在的“女同志玛拉”（"compagna Mara"）的故事，成为了赤軍旅的故事：她是一个“纵队长”（"capocolonna"），要组织并参与赤軍旅所有最重要的行动。1972年夏天，躲起来的“玛拉”和库尔乔搬到都灵，开始了赤軍旅对菲亚特的渗透。他们住在Corso Francia 166号的圣诞学院，那里是圣诞修女会的所在地。从1972年到1975年，他们参与了一系列的爆炸案和绑架知名人士的活动。1974年4月18日，卡戈尔组织、指挥并参与了在热那亚绑架地方法官Mario Sossi的行动；人质在一个多月的监禁后被红色旅释放。1974年9月，库尔乔和弗朗切斯基尼在皮内罗洛被国家宪兵逮捕入狱，但在1975年2月18日，卡戈尔和马里奥·莫雷蒂带领的五人小组突袭了监狱，帮助库尔乔成功越狱。
1975年4月，卡戈尔、莫雷蒂和库尔乔在皮亚琴察附近的一所房子里会面，讨论他们的战略。赤軍旅正在发展壮大，需要更多的资金来继续激进活动。他们决定效仿南美游击队的做法，进行一系列的绑架；受害者之一是工业家Vittorio Vallarino Gancia，此人十分富有且居住在他们熟悉的地区。据库尔乔说，这位企业主还资助了一个法西斯组织。6月4日，他在前往其在阿斯蒂附近卡内利的别墅的路上被绑架，被捆绑起来用车运到了阿奎泰尔梅山区中梅拉佐镇Arzello附近一个名叫Spiotta的农庄。卡戈尔前段时间购买了这处农庄，它曾被来自赤軍旅的都灵纵队使用，当地居民经常看到陌生人出入，而一些缺乏经验的都灵纵队成员又参与了这次行动，这都让赤軍旅从一开始就面临对警察的劣势；库尔乔没有参加这次行动，作为一名越狱者，国家在意大利各地公布了他的照片，参加行动被认为太危险。卡戈尔和一个同伴留下来看守Gancia。当天晚上，卡戈尔打电话给库尔乔，告诉他行动已经成功。6月5日上午，四名宪兵组成的一个巡逻队在Arzello山丘巡逻时来到了Spiotta。卡戈尔在4日到5日的夜里值班，后来上床睡觉了，白天接替她值班的同伴却睡着了，直到宪兵找上门才醒来。警车挡在了逃跑道路的正中间，所以他们决定冲出去。在随后的枪战中，国家宪兵的两名警察受伤，一名警察被杀，卡戈尔也被杀。而库尔乔在1976年1月18日再次被政府抓获，受审，被定罪并监禁。